# José Cleto da Silva

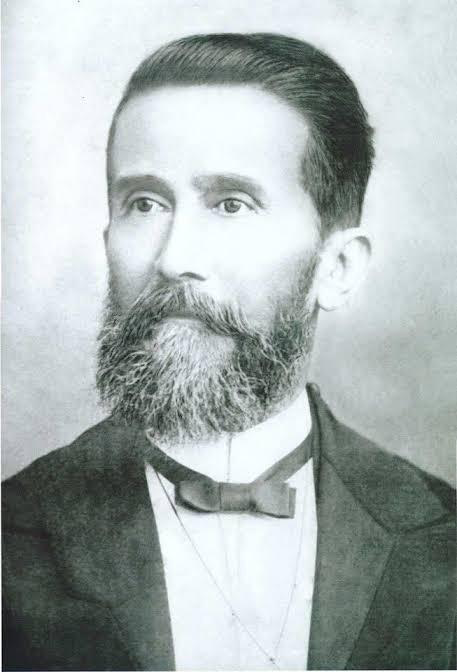
José Cleto da Silva, o Professor Cleto. Curitiba, 1885.

José Cleto da Silva, conhecido por Professor Cleto (Paranaguá, 24 de outubro de 1843 — Curitiba, 25 de fevereiro de 1912) foi um professor e deputado da província imperial do Paraná.

## Biografia
Filho do português José Cleto da Silva e de Maria Rosa de Brito Cleto, foi assíduo e esforçado professor, um dos mais zelosos e competentes educadores do Paraná no século XIX.
Na Assembleia Provincial, destacou-se por seus ideais liberais, notadamente por ter sido um dos primeiros, senão o primeiro deputado e homem branco da província imperial do Paraná a lutar franca e veementemente contra a escravidão durante o período do Brasil Império, sendo, inclusive, curador judicial pro bono de escravizados em processos em que se requeria a liberdade.
Servidor público dos mais corretos, desempenhou os cargos de delegado de Polícia, administrador geral dos Correios do Paraná, inspetor do Tesouro do Estado, secretário de Finanças do Estado, deputado da Assembleia Provincial, promotor público e tabelião de Notas.
Exerceu o magistério por 45 anos. Aposentado, fundou e dirigiu o Collegio Cleto, instituição particular em Curitiba, na rua Comendador Araújo, 10. Também pertenceu à Guarda Nacional.
Foi pai de José Julio Cleto da Silva, também homem público e deputado estadual do Paraná no período da República Velha (1889-1930).
Professor Cleto faleceu em Curitiba a 25 de fevereiro de 1912, com 68 anos.
Como homenagem póstuma, seu nome foi dado ao Colégio Estadual Professor Cleto, localizado no centro de Curitiba e em operoso e ininterrupto funcionamento desde 1912, sendo um dos mais antigos colégios da capital paranaense.